# Stazione di Higashi-Kanazawa
La stazione di Higashi-Kanazawa (東金沢駅?, Higashi-Kanazawa-eki) è una stazione ferroviaria della città di Kanazawa, nella prefettura di Ishikawa della regione dell'Hokuriku in Giappone. La stazione si trova lungo la linea principale Hokuriku della JR West, e è servita anche dai servizi del linea Nanao.

## Linee e servizi
West Japan Railway Company
■ Linea principale Hokuriku
■ Linea Nanao (servizi ferroviari)

## Struttura
La stazione di Higashi-Kanazawa è dotata di un marciapiede a isola, con due binari totali. Il fabbricato viaggiatori dispone di servizi igienici, chiosco, biglietteria presenziata e sala d'attesa. 
| 1 | ■ Linea principale Hokuriku               | per Kanazawa e Fukui                   |
| 2 | ■ Linea principale Hokuriku ■ Linea Nanao | per Toyama e Naoetsu per Hakui e Nanao |

## Stazioni adiacenti
| «                                          | Servizio                  | »                         |
| Linea principale Hokuriku                  | Linea principale Hokuriku | Linea principale Hokuriku |
| Linea Nanao                                | Linea Nanao               | Linea Nanao               |
| ------------------------------------------ | ------------------------- | ------------------------- |
| Kanazawa                                   | Locale                    | Morimoto                  |
| Il rapido Kanazawa Holiday Liner non ferma |                           |                           |